# Dracontium gigas
Dracontium gigas là một loài thực vật có hoa trong họ Ráy (Araceae). Loài này được (Seem.) Engl. mô tả khoa học đầu tiên năm 1879.

## Hình ảnh

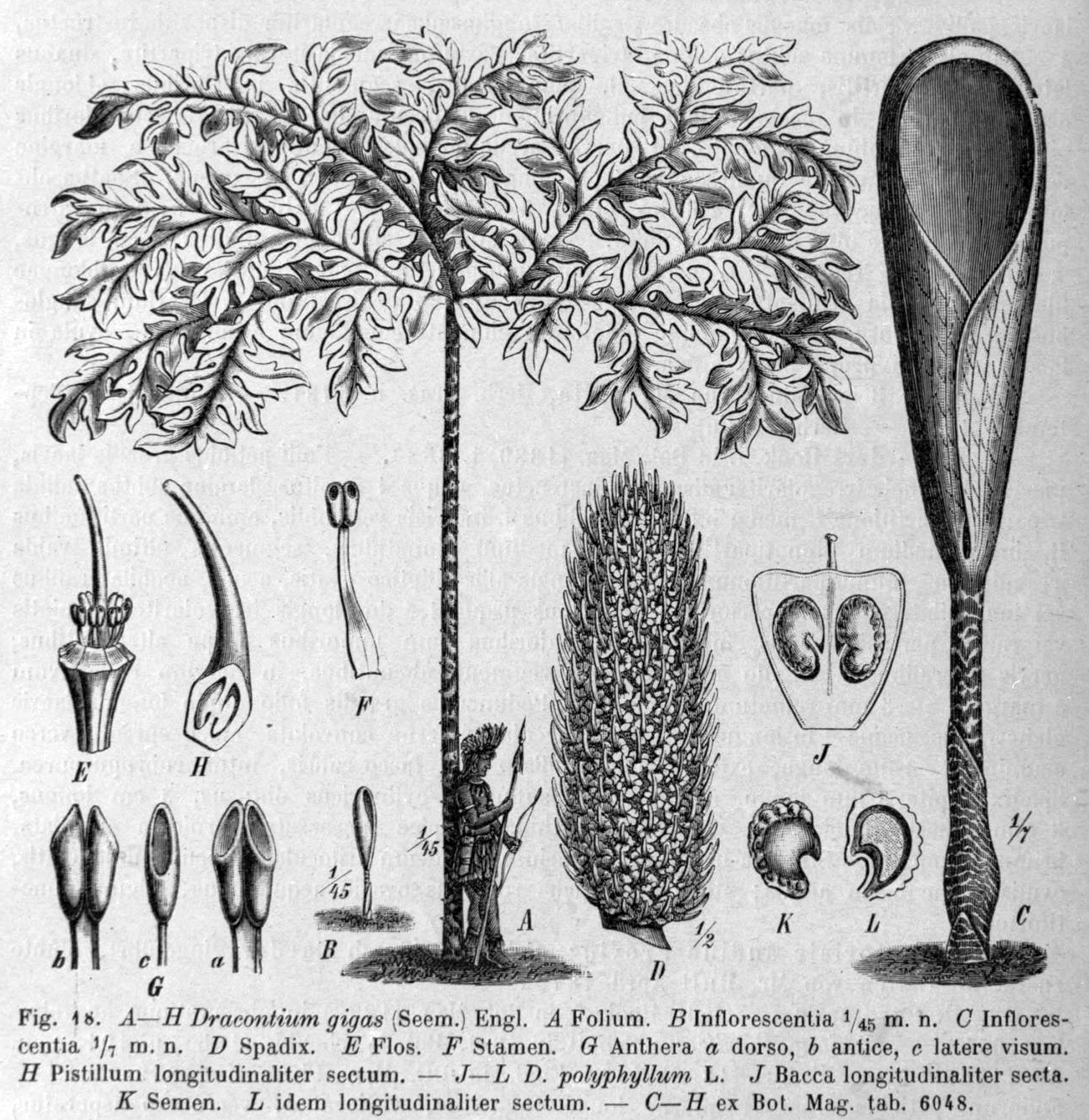
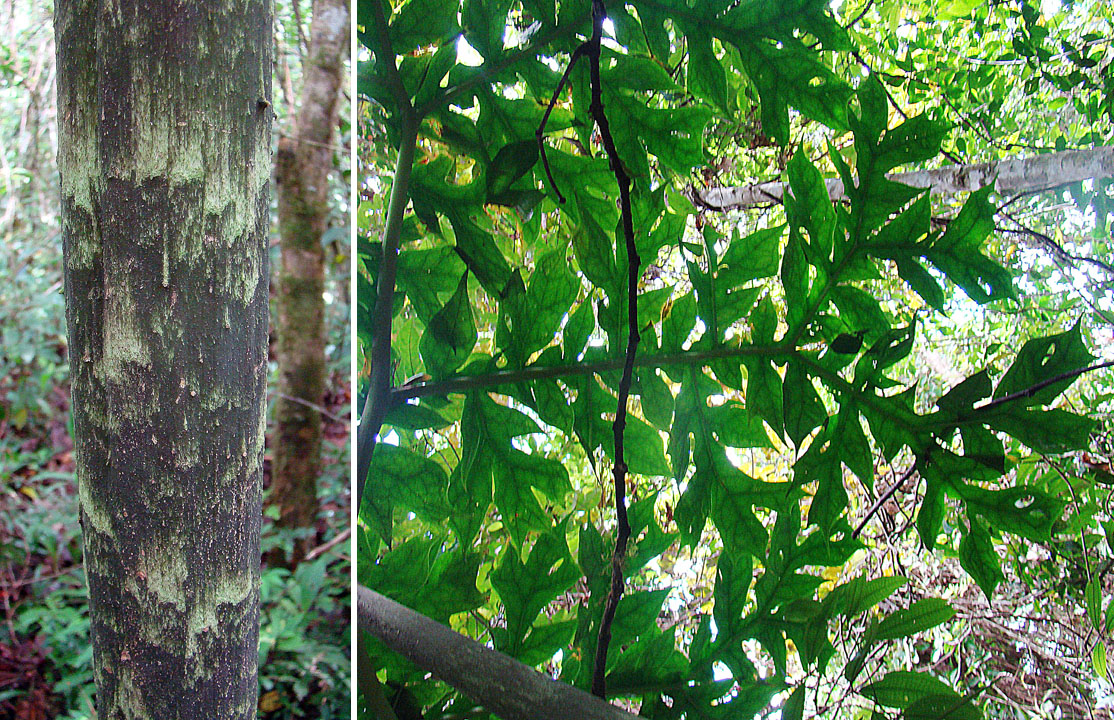